# 元音詞幹
元音詞幹(thematic vowel、)，在印歐語言學中，是結束於元音的名詞或動詞詞幹，這個元音出現於或在其他方面影響名詞或動詞的變形范例。這個元音和動詞或名詞都稱為 thematic 的。athematic 詞根缺乏詞幹元音，而把變形直接附加在詞根自身上。

## 拉丁語
例如，考慮拉丁語“第一變格”單數結尾:
| 主格 | rosa  |
| 屬格 | rosae |
| 與格 | rosae |
| 賓格 | rosam |
| 離格 | rosā  |

元音 a 在這些格結尾中看起來很突出，所以名詞如 rosa 就叫做“a-詞幹”名詞，而 a 是詞幹元音，并且后來被作為包含詞根加后綴的詞幹來分析。事實上，語言學家現在相信在原始印歐語中的這個后綴是 *-eh2，帶有通常成為后代語言中 a 的喉音。

## 希臘語
在 thematic 和 athematic 詞根之間的區別是在希臘語動詞中特別顯著；它們被分為由非常不同的人稱結尾標記的兩大類。thematic 動詞在希臘語中也叫做 動詞；athematic 動詞是  動詞，分別以它們的第一人稱現在時結尾來命名。整個變位在這兩類動詞之間顯得非常不同，而這種不同實際上是 thematic 元音與動詞結尾相作用的結果；在古希臘語中，athematic 動詞的現在時主動結尾是:
而 thematic 動詞采用結尾:
在希臘語中，athematic 動詞是一封閉類的來自祖先印歐語的繼承形式。在 thematic 和 athematic 形式之間的顯著對比還出現在立陶宛語、梵語和古教會斯拉夫語中。在拉丁語中，幾乎所有動詞都是 thematic 的；存在少數幸存的 athematic 形式，但是它們被當作是不規則動詞。 
thematic 和 athematic 區別也適用於名詞；很多古老的印歐語言在名詞變位中區分元音詞幹和輔音詞幹。在拉丁語中，第一、第二、第四和第五變格是元音詞幹，被別以 a, o, u 和 e 為特征；第三變格包含輔音詞幹和 i 詞幹二者，它們的變格在拉丁語中變得密切相似。希臘語、梵語和其他古老的印歐語言還區分元音和輔音詞幹，古英語就是如此。

## 其他語言
在日耳曼語言和凱爾特語言中，因為詞尾元音的消失，詞幹元音經常難於感知到。但是，它們的存在仍可觸及，在定義變格名詞或變位動詞的不同方法的意義上，所以語言學家仍偶爾談論這些語言中的元音詞幹和輔音詞幹。
在現代英語和其他構詞被類比所徹底簡化的語言中，在 thematic 和 athematic 形式之間的區別不再有意義。